# Othello (film, 1965)
Pour les articles homonymes, voir Othello.
Pour plus de détails, voir Fiche technique et Distribution.
Othello est un film britannique de Stuart Burge, adapté de la tragédie de William Shakespeare, Othello ou le Maure de Venise et sorti en 1965.

## Synopsis
Trompé par Iago, Othello décide de tuer sa femme Desdémone.

## Fiche technique
- Titre original : Othello
- Titre en français : Othello
- Réalisation : Stuart Burge
- Scénario : d'après la pièce de William Shakespeare
- Production : John Brabourne
- Montage : Richard Marden
- Musique : Richard Hampton
- Photographie : Geoffrey Unsworth
- Pays d'origine : Royaume-Uni
- Format : couleur
- Durée : 165 minutes
- Genre : Drame
- Date de sortie :
  - Royaume-Uni : 2 mai 1966

## Distribution
- Laurence Olivier : Othello
- Maggie Smith : Desdémone
- Frank Finlay : Iago
- Derek Jacobi : Cassio
- Joyce Redman : Emilia
- Robert Lang : Roderigo
- Anthony Nicholls : Brabantio
- Kenneth MacKintosh : Lodovico
- Edward Hardwicke : Montano
- Sheila  Reid : Bianca
- Michael Turner : Gratiano
- Harry Lomax : le Doge de Venise
- Michael Gambon[réf. nécessaire]

## Distinctions
Frank Finlay a été nommé pour l'Oscar du meilleur acteur dans un second rôle. Il a également reçu le Prix d'interprétation masculine au Festival international du film de San Sebastián 1966.